# República de Gènova
La República de Gènova (en lígur Repubbrica de Zena) fou un estat independent centrat a la regió itàlica de Ligúria que va existir entre el segle xi i l'any 1797, quan fou envaïda pels exèrcits de la França revolucionària.

## Història
La República de Gènova va néixer al segle xi en el si del Sacre Imperi, del qual es va anar independitzant progressivament.

### Rivalitat amb pisans, catalans i venecians
L'any 1284 va aconseguir vèncer la República de Pisa, una de les grans competidores comercials, en la batalla de Meloria, dels efectes de la qual els pisans mai no es van recuperar.
La conquesta catalana de Sardenya, duta a efecte per Jaume II en els anys 1323-1324, convertí l'antiga rivalitat comercial entre la Corona d'Aragó i la República de Gènova en guerra oberta, que perdurà fins al tractat signat el 19 de setembre de 1336, després d'haver-se establert una treva uns mesos gràcies a la intervenció del papa Benet XII.
Des de 1348, la República de Gènova estava en guerra amb l'emperador romà d'Orient Joan VI Cantacuzè a Gàlata i Quios, i el 1350 es va trobar en guerra amb la República de Venècia, que volia eliminar l'activitat mercantil de Gènova a la Mediterrània oriental. Com que Gènova havia ajudat els adversaris de la Corona d'Aragó a Sardenya, Pere el Cerimoniós va entrar a la guerra del costat de Venècia i de l'Imperi Romà d'Orient. Gènova es va veure forçada a una aliança amb l'Imperi Otomà i fins i tot van assaltar Constantinoble. El papa Climent VI va intentar evitar la guerra, però sense èxit. L'any 1350, els emissaris del dux de Venècia van proposar una aliança a Pere el Cerimoniós contra Gènova, mentre els genovesos li oferien la confirmació de la pau que es va signar el 1336. El 16 de gener de 1351, un tractat va ser signat a Perpinyà entre Venècia i la Corona d'Aragó "per la confusió, la destrucció i l'extermini final dels genovesos", i segons el qual la Corona d'Aragó comandaria les accions militars al Mediterrani occidental i la Venècia a l'oriental. Després de diverses accions militars, la més destacada de les quals fou la batalla del Bòsfor, lliurada el 13 de febrer de 1352 davant de Constantinoble, un precari triomf sobre els genovesos aconseguit amb l'armada catalana, Giovanni Gradenigo, dos mesos després de la seva elecció com a dux de Venècia, aconseguí negociar una pau separada amb Gènova més favorable del que es podia esperar per la posició militar dels venecians. La derrota a la batalla naval de Port del Comte el 1353, durant la revolta de Sardenya contra la dominació de la Corona d'Aragó, va deixar tan afeblida la República de Gènova que es va veure obligada a oferir la senyoria a Joan Visconti, el senyor de Milà fins al 1356, quan Simone Boccanegra va revoltar-se i fou nomenat dux.
La guerra de Chioggia va esclatar el 1376 pel control de l'illa de Tenedos al mar Egeu, arran que Joan V Paleòleg i Andrònic IV Paleòleg, els dos aspirants al tron de l'Imperi Romà d'Orient havien atorgat el control de l'illa a cada una de les Repúbliques a canvi del seu suport. El 1381, amb la mediació d'Amadeu VI de Savoia, les dues parts van firmar la Pau de Torí per posar final a la guerra de Chioggia sense donar avantatge formal ni a la República de Gènova ni a la República de Venècia, però va suposar el final de la seva llarga disputa i els vaixells genovesos no tornarien a navegar a l'Adriàtic després de la guerra. Els venecians es van veure obligats a lliurar l'illa de Tenedos a Amadeu VI de Savoia que destruiria les fortificacions de l'illa i evacuaria la seva població, impedint-ne l'ús en el futur com a base naval que amenaçava l'accés dels genovesos al mar Negre amb la seva estratègica situació prop dels Dardanels. Les tensions entre la República de Venècia i la República de Gènova van tornar a augmentar el 1402, però la inestabilitat interna genovesa va fer que la derrota a la batalla de Modon de 1403 fos l'últim gran repte que els genovesos van oferir a l'hegemonia marítima veneciana i al seu domini de les rutes comercials orientals.
Els genovesos reberen una derrota tan greu en la batalla de la Foç Pisana contra la Corona d'Aragó, el 1421, que Tomaso di Campofregoso rendí la República de Gènova el novembre d'aquell any a Felip Maria Visconti. Després de l'exitosa batalla naval de Ponça de 1435, Alfons el Magnànim i el duc de Milà van acordar el suport mutu, en la demanda del tron de Nàpols del primer i en la disputa contra els Sforza i el papat del segon, i el Magnànim, capturat en la batalla, fou alliberat a l'octubre. Aquest canvi d'aliances de Milà va provocar la revolta dels genovesos, liderats per Francesco Spinola, el Nadal de 1435, que mataren el governador milanès i s'alliberaren de la tutela de Visconti.
Al segle xv es van fundar a Gènova dos dels primers bancs del món: el Banco di San Giorgio, fundat el 1407, que era el banc de dipòsit estatal més antic del món quan va tancar el 1805, i la Banca Carige, fundada el 1483 com a Monte di Pietà, que encara existeix.
Còrsega fou la principal possessió genovesa a l'occident mediterrani fora de la Ligúria. Els genovesos aconseguiren mantenir-la malgrat les pretensions catalanoaragoneses i l'intent de conquesta d'Alfons el Magnànim. Per assegurar-se'n el domini, el govern genovès va renunciar a l'administració directa de l'illa a favor del Banco di San Giorgio (22 de maig de 1453 Translatio domimii insulae Corsicae in magnicifos Protectores Sancti Giorgii).
El 1454 va esclatar la Guerra catalano-genovesa (1454-1458) en la qual l'almirall Bernat de Vilamarí va destruir pràcticament del tot un comboi de naus mercants genoveses a la mar Tirrena, prop de l'Illa de Ponça. El 1457 prengué el comandament d'una flota de 60 vaixells, amb la qual atacà la costa lígur, conquerí Noli i assetjà la capital, Gènova, i amenaçat per Alfons el Magnànim, el dux de Gènova el maig de 1458 va cedir la República als francesos, convertint-lo en el ducat de Gènova sota el control de Joan II de Lorena, el governador del rei Carles VII de França però la mort d'Alfons el Magnànim (27 de juny del 1458) l'obligà a suspendre les operacions navals i a retirar-se. Gènova estigué sota control francès fins al març de 1461.

### De banquers dels Habsburg a la Itàlia unificada
Gènova es va rebel·lar i la República va ser restaurada el 1461, però els milanesos van canviar de bàndol, van conquerir Gènova el 1464 i la van mantenir com a feu de la corona francesa. Entre 1463-1478 i 1488-1499, Gènova va estar sota el domini dels Sforza. Del 1499 al 1528, la República va arribar al seu punt més baix, quedant sota una ocupació francesa gairebé contínua. Els espanyols van prendre la ciutat el 30 de maig de 1522 i la van sotmetre a un saqueig despietat. L'almirall Andreu Doria va fer un punt d'inflexió polític i històric amb un canvi radical en l'estructura d'un estat que, després d'una altra submissió a França, el 1528 va restablir la independència de Gènova i es va aliar amb Carles V per expulsar els francesos, fent el primer préstec dels bancs genovesos a Carles. Durant els segles xvi i xvii, els financers de Gènova exerciren de banquers de la Monarquia Hispànica dels Habsburg, que protegí la República.
Les reformes posteriors del 1547 després de la conspiració de Fieschi i del 1576 comportaran petites modificacions de la institució ducal mantenint l'alternança i el mandat de dos anys que van acompanyar en els dos segles següents una república de Gènova fins a la seva màxima esplendor en un clima polític intern equilibrat.
Durant la Guerra de Successió Espanyola, Gènova es va mantenir neutral, i fou un territori on hi hagué un espionatge molt elevat per part dels dos bàndols del conflicte. El 1705 s'hi va signar el Tractat de Gènova entre els representants del Principat de Catalunya i del regne d'Anglaterra. Aquest tractat és un dels episodis clau de la Guerra de Successió.
El 1797 Napoleó transformà l'antiga república oligàrquica en la República Lígur, fundada segons els principis de la Revolució Francesa, però en esdevenir emperador l'annexà al seu Imperi l'any 1805. Tot i que la República Lígur fou breument restaurada el 1814, després de la derrota final de Napoleó el Congrés de Viena la cedí el 1815 al regne de Sardenya-Piemont i, a través d'aquest, s'integrà al regne d'Itàlia.